# Morgan ap Hywel
Morgan ap Hywel (auch Morgan of Caerleon genannt) († vor dem 15. März 1248) war ein walisischer Lord von Gwynllŵg und von Caerleon in Gwent.

## Herkunft
Morgan ap Hywel war ein Sohn von Hywel ab Iorwerth, der als walisischer Lord von Caerleon eine gewisse Autonomie unter der anglonormannischen Oberherrschaft in Südostwales bewahren konnte. Nach dem Tod seines Vaters erbte Morgan 1216 dessen Besitzungen, zu denen neben Caerleon auch Edlwgant und Llefenydd im westlichen Gwent gehörten. Diese hielt er als Vasall von William Marshal, 1. Earl of Pembroke.

## Leben
Als der französische Prinz Ludwig im Krieg der Barone 1216 den englischen Thron beanspruchte und mit einem Heer in England landete, versuchte Morgan dies auszunutzen und einen Teil des Reiches seiner Vorfahren zurückzuerobern. Er griff Striguil, eine Herrschaft seines Lehnsherrn William Marshal in Gwent an. Nachdem Marshal jedoch die Franzosen in der Schlacht von Lincoln geschlagen hatte und Ludwig im September 1217 den Frieden von Lambeth schließen und England verlassen musste, eroberten Marshals Truppen Caerleon Castle, den Hauptsitz von Morgan. Morgan setzte von Machen Castle aus seinen Kampf fort, doch am 11. März 1218 musste er in Worcester einen Vertrag akzeptieren, in dem er auf Caerleon verzichtete, dass an Marshal fiel. In den nächsten Jahren versuchte Morgan hartnäckig, Caerleon wieder zu erlangen. Er versuchte  seinen Anspruch vor Gericht einzuklagen, doch gegen die mächtigen Marshals hatte er nur geringe Chancen. Zwar erreichte er, dass Caerleon zwischen 1223 und 1226 direkt vom König verwaltet wurde, doch musste er 1227 gegenüber William Marshal II. erneut förmlich auf Caerleon verzichten. Eine erneute Gelegenheit, Caerleon zurückzuerlangen, bot sich, als William Marshals Erbe und Bruder Richard die Gunst des englischen Königs Heinrich III. verlor und 1233 eine offene Rebellion begann. Als einziger der südwalisischen Lords kämpfte Morgan auf der Seite des Königs gegen Richard Marshal und verwüstete dessen Besitzungen in Gwent. Der König versicherte Morgan am 26. August, dass er einen Frieden mit Marshal nur schließen würde, wenn Morgan in diesen Frieden mit einbezogen würde. Morgan konnte um den 13. Oktober vor dem königlichen Gericht in Hereford erreichen, dass sein Anspruch auf Caerleon bestätigt wurde, doch der Frieden mit Marshal kam nicht zustande. In dem folgenden Bürgerkrieg unterstützte Morgan weiter den König, der am 2. Januar 1234 Morgan ersatzweise ein von Marshal besetztes Gut in Südengland anbot, solange er nicht Caerleon zurückerhalten hätte. Die Rebellion scheiterte schließlich mit dem Tod von Richard Marshal im April 1234. Dessen Bruder und Erbe Gilbert weigerte sich jedoch weiterhin, Caerleon an Morgan zu übergeben. Erst als sowohl der König wie auch Fürst Llywelyn ab Iorwerth intervenierten, erhielt Morgan Anfang 1236 Caerleon zurück. Dafür musste Morgan ap Hywel Fürst Llywelyn die Treue schwören. Trotz weiterer Anfeindungen durch Gilbert Marshal blieb Morgan bis zu seinem Tod Lord of Caerleon. Nach dem Tod von Fürst Llywelyn ab Iorwerth 1240 war Morgan neben den Fürsten von Powys, Gruffydd Maelor ap Madog und Gruffydd ap Gwenwynwyn der einzige walisische Herrscher, der im Englisch-Walisischen Krieg ab 1244 auf Seiten der Engländer stand.
Morgan ap Hywel starb kinderlos, sein Erbe wurde sein Verwandter Maredudd ap Gruffudd.
Der Historiker David Crouch bezeichnet Morgan ap Hywels Leben als konsequente Fortsetzung der Politik seines Vaters und Großvaters, die als Nachfahren walisischer Fürsten sich mit den Engländern verbündeten und zunehmend anglisiert wurden, anstatt sich den führenden walisischen Dynastien von Deheubarth oder Gwynedd zu unterwerfen.